# Cafunfo flygplats
Cafunfo flygplats är en flygplats i Angola.   Den ligger i provinsen Lunda Norte, i den norra delen av landet, 500 kilometer öster om huvudstaden Luanda. Cafunfo flygplats ligger 845 meter över havet.
Terrängen runt Cafunfo flygplats är platt. Runt Cafunfo flygplats är det mycket glesbefolkat, med 4 invånare per kvadratkilometer..
I omgivningarna runt Cafunfo flygplats växer huvudsakligen savannskog.